# F33 (resgodsvagn)
F33, tidigare Fo5a och F5, är en svensk godsvagn för resgods av 1960-talstyp byggda av Kalmar Verkstads AB (KVAB) 1961–1962 för Statens Järnvägar. Utöver resgodsutrymmet finns en personalkupé. År 2000 lades resgodshanteringen ned vilket gjorde vagnarna övertaliga varför de slopades. Lastytan var 33 kvadratmeter.